# وزارت جنگ ناجوانمردانه
وزارت جنگ ناجوانمردانه (به انگلیسی: Ministry Of Ungentlemanly Warfare) یک فیلم اکشن و جاسوسی آمریکایی محصول سال ۲۰۲۴ به کارگردانی و نویسندگی مشترک گای ریچی است که بر اساس کتاب سال ۲۰۱۵ به همین نام نوشته دیمین لوئیس ساخته شده‌است.

## داستان
این فیلم به عنوان یک داستان واقعی در مورد یک سازمان اجرایی عملیات ویژه در جنگ جهانی دوم که توسط وینستون چرچیل و ایان فلمینگ تأسیس شد، که یک وزارت جنگ ناجوانمردانه را با مبارزانش علیه نازی‌ها مسیر جنگ را تغییر می‌داد و عملیات سیاه مدرن را به وجود آورد، اشاره دارد.

## تولید
گای ریچی برای کارگردانی این پروژه در فوریه ۲۰۲۱ قرارداد امضا کرد و جری بروکهایمر تهیه‌کننده فیلم شد. تصویربرداری اصلی در ۱۳ فوریه ۲۰۲۳ در سراسر ترکیه با فیلمبرداری در آنتالیا آغاز شد. و در آوریل ۲۰۲۳ به پایان رسید.